# Žihárec
Žihárec (in ungherese Zsigárd) è un comune della Slovacchia facente parte del distretto di Šaľa, nella regione di Nitra.